# Komisja do Spraw Petycji

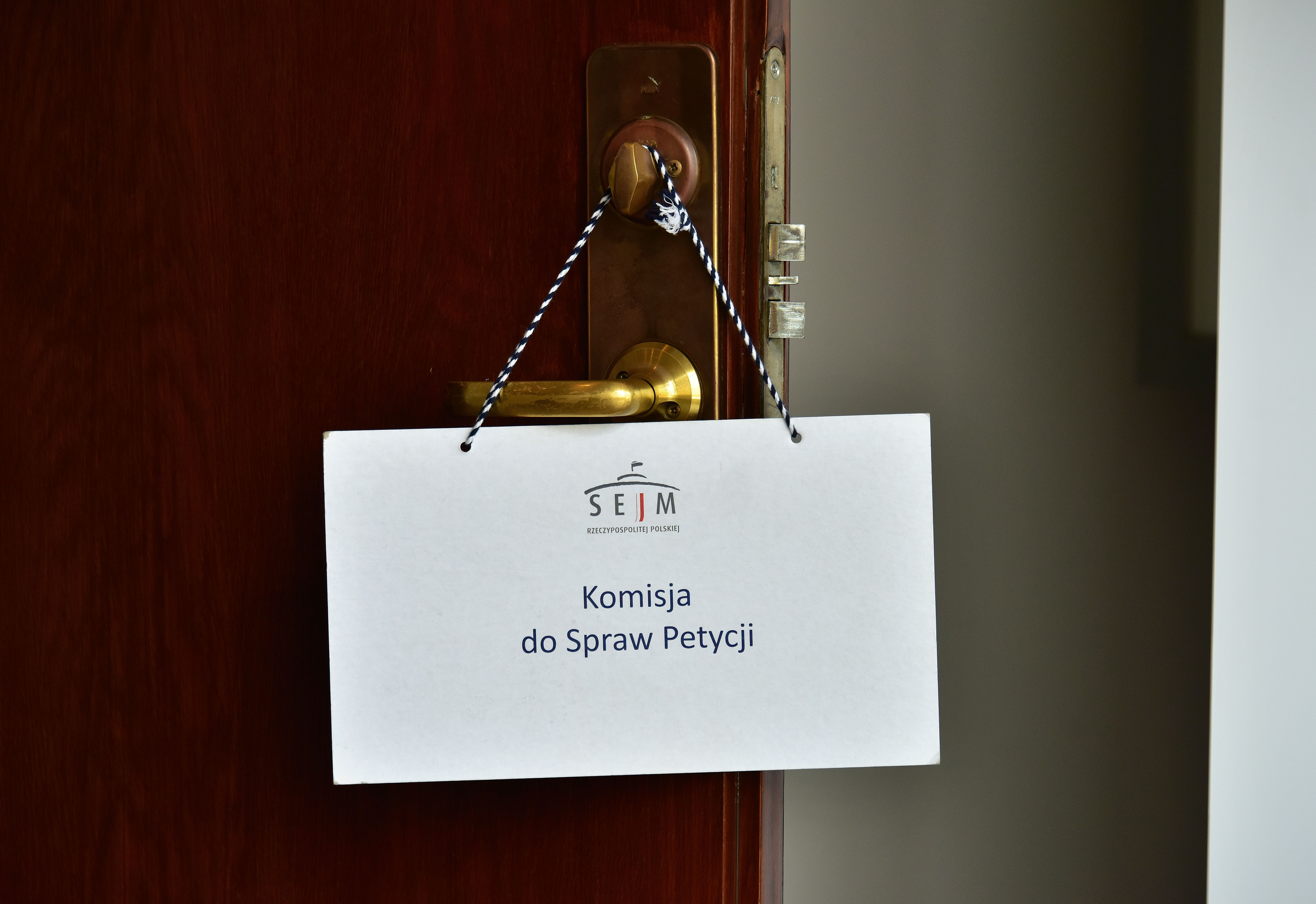
Informacja o trwającym posiedzeniu Komisji ds. Petycji

Komisja do Spraw Petycji (skrót PET) – stała komisja sejmowa. Do zakresu działania Komisji należy rozpatrywanie petycji złożonych do Sejmu. Komisja w Sejmie IX kadencji została powołana 13 listopada 2019 roku, tego samego dnia został wybrany jej skład.
W skład Komisji wchodzi 16 posłów.

## Sejm X kadencji

### Prezydium Komisji
- Rafał Bochenek (PiS) – przewodniczący,
- Urszula Augustyn (KO) – zastępca przewodniczącego.

### Członkowie
| Lp. | Prawo i Sprawiedliwość | Koalicja Obywatelska  | Trzecia Droga        | Nowa Lewica |
| --- | ---------------------- | --------------------- | -------------------- | ----------- |
| 1   | Jarosław Kaczyński     | Krzysztof Bojarski    | Mirosław Maliszewski | Piotr Kowal |
| 2   | Łukasz Mejza           | Stanisław Gorczyca    | Barbara Oliwiecka    |             |
| 3   | Anna Pieczarka         | Marcin Józefaciuk     |                      |             |
| 4   | Piotr Polak            | Krzysztof Mieszkowski |                      |             |
| 5   | Urszula Rusecka        | Paweł Papke           |                      |             |
| 6   | Robert Warwas          |                       |                      |             |

#### Zmiany w składzie komisji
27 listopada 2023 roku posłanka Dominika Chorosińska została odwołana w wyniku przejęcia stanowiska Ministra Kultury i Dziedzictwa Narodowego. Zastąpił ją Jarosław Kaczyński.
7 grudnia został odwołany poseł Marcin Gwóźdź. Zastąpiła go Anna Pieczarka.
19 grudnia została odwołana posłanka Anita Kucharska-Dziedzic. Zastąpiła ją Wanda Nowicka.

## Prezydium Komisji wSejmie IX kadencji
- Sławomir Piechota (PO) – przewodniczący,
- Urszula Augustyn (PO) – zastępca przewodniczącego,
- Anna Pieczarka (PiS) – zastępca przewodniczącego,
- Jacek Świat (PiS) – zastępca przewodniczącego[2].

## Prezydium Komisji wSejmie VIII kadencji
- Sławomir Piechota (PO) – przewodniczący,
- Urszula Augustyn (PO) – zastępca przewodniczącego,
- Grzegorz Raniewicz (PO) – zastępca przewodniczącego,
- Andrzej Smirnow (PiS) – zastępca przewodniczącego[3].

## Prezydium Komisji wSejmie VII kadencji
- Brygida Kolenda-Łobuś (PO) – przewodniczący,
- Piotr Chmielowski (SLD) – zastępca przewodniczącego,
- Małgorzata Woźniak (PO) – zastępca przewodniczącego[4].